# Hydrogenuhličitan draselný
Hydrogenuhličitan draselný (KHCO3) je draselná hydrogensůl kyseliny uhličité, je bezbarvý, bez zápachu a mírně zásaditý, protože hydroxid draselný je silná zásada a kyselina uhličitá jen slabá kyselina.
Je rozpustný ve vodě. Při teplotě 100 °C až 120 °C se rozkládá na uhličitan draselný, vodu a oxid uhličitý:
2 KHCO3 → K2CO3 + H2O + CO2.
V koncentraci větší než 0,5 % může mít toxické účinky na rostliny.[zdroj?] U člověka ovšem nebyla prokázána toxicita ani karcinogenita.
V přírodě se vyskytuje velmi vzácně jako minerál kalicinit.

## Výroba
Hydrogenuhličitan draselný se vyrábí reakcí uhličitanu draselného s vodou a oxidem uhličitým:
K2CO3 + H2O + CO2 → 2 KHCO3.